# Moacy Cirne
Moacy Cirne de Quadrinhos (n. São José do Seridó, 1943) es un poeta, artista visual y profesor jubilado del Departamento de Comunicación Social de la Universidad Federal Fluminense, siendo considerado el mayor estudioso brasileño de las historietas, habiendo escrito innumerables libros sobre la temática, además de haber sido uno de los fundadores del poema/processo.

## Biografía
En 1967, participó del lanzamiento del poema/processo (en Natal y en Río de Janeiro), movimiento de vanguardia literaria próxima a las artes plásticas, al lado de Wlademir Dias-Pino, Alvaro de Sá, Neide Dias de Sá, Anselmo Santos, Dailor Varela, Anchieta Fernandes, Falves Silva, Nei Leandro de Castro, Sanderson Negreiros, Pedro Bertolino, Hugo Mund Jr. y otros. Enseguida, Joaquim Branco, Sebastião Carvalho, José Arimathéa, Ronaldo Werneck y, más tarde, Jota Medeiros y Bianor Paulino se incorporaron al movimiento, con sus poemas semiótico-gráfico-visuales, además de los proyectos semántico-verbales.
En la década de 1970 escribió la columna EQ, juntamente con Marcio Ehrlich, en el diario carioca Tribuna da Imprensa. Fue editor de la Revista de Cultura Vozes, de Petrópolis (1971-1980), y colaborador del suplemento Livro del Jornal do Brasil (Rio, 1972-76)
Fue profesor (ya jubilado) del Departamento de Comunicación Social de la Universidad Federal Fluminense, donde dictaba disciplinas sobre Historias de historietas y Ficción Científica entre otras, siendo famoso en el Instituto de Arte y Comunicación Social de la UFF, por editar y distribuir el fanzine independiente de una página Balaio Porreta. Cirne acostumbraba organizar conmemoraciones llamadas "Balaiadas" con distribución de regalos, como libros de arte y de poesía entre los estudiantes de Comunicación Social de la UFF, para divulgar las ediciones especiales de Balaio. Desde 2007 el fanzine, que une textos provocativos, listas de filmes, pensamientos y poesías, se transfirió a internet bajo la forma de blog, el Balaio Vermelho. Este fanzine Balaio fue uno de los principales medios de divulgación en Río de Janeiro de las poesías eróticas del polêmico Chico Doido de Caicó, durante mucho tiempo considerado un personaje ficticio y alter ego del propio Moacy Cirne.

## La poética en la práctica y en la teoría
Considerando la historia en cómics como literatura por excelencia del siglo XX, Moacy Cirne consideraba, en 1968, que 

"A poesia não poderia ficar presa ao jogo fácil das palavras, que puxam palavras – associações paranomásticas que não mais funcionam" numa referência direta à teoria da Poesia concreta, "nem a falsa engenharia estrutural / que termina na mais pura esterilidade", acrescentando que "A crise da poesia é simplesmente a crise da palavra (no poema)".

Intencionanadamente creó un arte radical y revolucionario marxista-leninista, volcada a la acción, Moacy pretendía crear una poesía próxima a las artes plásticas, poseedora de alto "voltaje semántico". De teoría bastante compleja, el poema/processo, en la visión de Moacy, desea criar um poema dialógico, obra aberta permitiendo "varias lecturas, a partir de um punto dado, inicial o no". Así, el poema de proceso permite al "lector" descifrar relaciones semióticas entre signos no necesariamente verbales, o crear nuevas.
Por otro lado, conforme al manifiesto del poema/processo, de 1967, signado por Moacy Cirne, entre otros, "en todos los poemas en el proceso, pero siempre con idioma sintetizado en concreto, en el sentido empleado por el grupo "Nigandres" (noigandres) (são paulo). Pero todo poema concreto, para ser realmente válido, precisa encerrar un proceso". De esa forma, se mantuvo fiel al proyecto inicial del poema/processo, cuando se hace uso de la palabra, y no siempre es posible distinguir un poema / proceso de un poema concreto en las obras de Moacy Cirne.
Sin embargo, podemos considerar los poemas como un vistazo en "Correnteza em noite de lua vermelha" y en "Dadá pra cá, Dadá pra lá", en cuanto la mejor poesía de Moacy Cirne puede ser deudora del dadaísmo y del surrealismo, divergentes, por su naturaleza, y más expresivos que los proyectos de comunicación de los paulistas concretistas.

## Principales obras

### Antologías organizadas, ensayos y trabajos visuales
- A explosão criativa dos quadrinhos (1970)
- Para ler os quadrinhos (1972)
- Vanguarda: um projeto semiológico (1975)
- A poesia e o poema do Rio Grande do Norte (1979)
- Uma introdução política aos quadrinhos (1982)
- A biblioteca de Caicó (1983)
- História e crítica dos quadrinhos brasileiros (1990)
- Quadrinhos, sedução e paixão (2000)
- Cinema Cinema (2002)
- A poética das águas (2002, con Candinha Bezerra)
- 69 poemas de Chico Doido de Caicó (2002, con Nei Leandro de Castro)
- A escrita dos quadrinhos (2006)

### Poesía
- Objetos verbais (1979)
- Cinema Pax (1983)
- Docemente experimental (1988)
- Qualquer tudo (1993)
- Continua na próxima (1994)
- Rio Vermelho (1998).
- A invenção de Caicó (2004)
- Almanaque do Balaio (2006)
- Poemas inaugurais (2007)

### Teatro
Escribió el auto natalino Jesus de Natal, en 2006, presentado en la capital potiguar con la dirección de Paulo Jorge Dumaresq.

## Premio Moacy Cirne de Quadrinhos
En 2009, el gobierno del Estado do Rio Grande do Norte, a través de la Fundación José Augusto, lanzó el Premio Moacy Cirne de Quadrinhos, que objetiva selecionar a 10 historietistas potiguares para que integren una colección de cómics. El premio tiene como objetivo revelar y premiar el talento de artistas profesionales o amadores del Río Grande do Norte, además de impulsar la producción artística en esa área.